# Iouri Borissov (acteur)
Pour les articles homonymes, voir Iouri Borissov et Borissov.
Iouri Borissov (russe : Ю́рий Бори́сов), aussi connu par son diminutif Ioura Borissov, est un acteur russe, né le 8 décembre 1992 à Reoutov (oblast de Moscou).

## Biographie
Iouri Aleksandrovitch Borissov (russe : Ю́рий Алекса́ндрович Бори́сов) naît le 8 décembre 1992 à Reoutov, dans l'oblast de Moscou.

### Carrière
En 2013, Iouri Borissov est diplômé de l'École supérieure d'art dramatique Mikhaïl-Chtchepkine (cours de Vladimir Mikhaïlovitch Beïlis (ru) et Vitali Nikolaïevitch Ivanov (ru)) et remporte la Feuille d'or (ru) de la meilleure interprétation masculine pour son rôle d'Alexander Tarasovich Ametistov dans la pièce L'Appartement de Zoïka.
Il commence à jouer au cinéma en 2010. Il joue des rôles principaux dans les séries télévisées Ou kajdogo svoïa voïna (2011), V zone riska (2012), Motylki (ru) (2013).
En 2013-2014, il travaille au Théâtre Satiricon à Moscou.
En 2015, il joue le rôle du héros de l'Union soviétique Sergueï Tioulénine (ru) dans la série télévisée Molodaïa gvardia (ru), ainsi que le rôle principal dans le film Sur la route de Berlin. En 2017, il interprète le rôle principal (Stepan Morozov) dans la série télévisée Ottchi bereg (ru), dans lequel une scène d'inceste fait polémique. En 2018, il joue le rôle principal dans le film Sept Couples louches (ru) et, à partir de la troisième saison, il rejoint la distribution principale de la série télévisée Olga (ru), où il joue le rôle de Lev. En 2019, il joue le rôle principal dans le film Le Taureau, pour lequel il est nommé à l'Aigle d'or 2020 du meilleur acteur, et reçoit également le prix Événement de l'année décerné par le magazine Film Reporter dans la catégorie Découverte de l'année. Il a également joué des rôles secondaires dans les films T-34, machine de guerre, L'Union du salut et Invasion,,,,.
En février 2020 sort le film Kalachnikov, dans lequel Iouri joue le rôle principal — Mikhaïl Kalachnikov — et qui reçoit un accueil positif de la part des critiques de cinéma,,,. Pour ce rôle, il est récompensé par l'Aigle d'or 2021.
En juin 2020, il interprète plusieurs rôles dans le clip vidéo Ostansia (Останься) de Fedouk (ru).
En septembre 2021, Iouri Borissov organise une fausse séance de dédicaces à Moscou, déguisé en écrivain Viktor Pelevine. La photo, prise par l'éditeur d'Esquire Sergueï Minaïev, s'est retrouvée sur les canaux Telegram, puis s'est répandue dans les médias et a donné pendant un certain temps l'impression qu'il s'agissait du véritable Pelevine. Borisov a également figuré sur la couverture du numéro d'octobre d'Esquire sous les traits de Pelevine.
En 2024, il joue le rôle d'Igor dans le film Anora de Sean Baker, qui est acclamé par la critique et reçoit la Palme d'or au Festival de Cannes 2024. Il est ensuite nommé aux Oscars 2025 dans la catégorie du meilleur acteur dans un second rôle.

### Accusations de soutien au régime russe
Iouri Borrissov est accusé par The Kyiv Independent de participer à la propagande de la Russie. Le film Kalachnikov, auquel il participe, est notamment pointé du doigt pour sa diffusion, selon le média, de la « propagande d'État » russe. Pour le tournage, l'acteur s'est également rendu en Crimée, péninsule ukrainienne illégalement annexée par la Russie en 2014, dont l'entrée est officiellement interdite sans autorisation de l'État ukrainien.
Il lui est également reproché, dans le contexte de l'invasion de l'Ukraine par la Russie, de « ne pas avoir pris la parole publiquement contre la guerre d'agression de son pays ». En 2025, alors que Borissov est le « premier acteur russe à décrocher une nomination aux Oscars en près de cinq décennies », le média en ligne déplore « cette reconnaissance d'un acteur russe qui n'a jamais dénoncé l'agression russe ».

### Vie privée
Il est marié avec Anna Chevtchouk, qui est devenue également son agente artistique. Le couple a deux filles, prénommées Marfa et Akoulina.

## Filmographie
Sauf indication contraire, les informations mentionnées dans cette section peuvent être confirmées par la base de données cinématographiques IMDb,  présente dans la section « Liens externes ».

### Cinéma
- 2011 : Elena (Елена) de Andreï Zviaguintsev : un ami de Sacha
- 2015 : Sur la route de Berlin (ru) (Дорога на Берлин) de Sergueï Popov : lieutenant Sergueï Ogarkov
- 2016 : L'Entraîneur (Тренер) de Danila Kozlovski
- 2017 : Le Filet (Невод) d'Aleksandra Stelianaïa (ru)[27]
- 2018 : Sept Couples louches (ru) (Семь пар нечистых) de Kirill Belevitch
- 2018 : Le Cygne de cristal (Хрусталь) de Daria Jouk : Alik
- 2019 : Le Port (ru) (Порт) d'Aleksandra Stelianaïa (ru)
- 2019 : T-34, machine de guerre d'Alexeï Sidorov : Serafim Ionov
- 2019 : Le Taureau (Бык) de Boris Akopov : Anton Bykov
- 2019 : L'Union du salut (Союз спасения) de Andreï Kravtchouk : Arbouzov
- 2019 : Invasion (Вторжение) de Fiodor Bondartchouk : le capitaine Ivan
- 2019 : The Blackout (Аванпост) d'Egor Baranov : le lieutenant Maksim Kasatkine
- 2020 : Silverland : La Cité de glace (Серебряные коньки) de Mikhaïl Lokchine : Alex
- 2020 : Kalachnikov (Калашников) de Konstantin Bouslov : Mikhaïl Kalachnikov
- 2021 : Compartiment no 6 de Juho Kuosmanen : Ljoha
- 2021 : Gerda de Natalia Koudriachova (ru) : Oleg
- 2021 : Complices (ru) (Подельники) d'Evgueni Grigoriev (ru) : Piotr
- 2021 : Red Ghost ou Le Fantôme rouge (Красный призрак) d'Andreï Bogatyrev : Prostachyok
- 2021 : Quelqu'un a-t-il vu ma gamine ? (Кто-нибудь видел мою девчонку?) d'Angelina Nikonova : Sergueï no 2
- 2021 : Maman, je suis à la maison (Мама, я дома) de Vladimir Bitokov
- 2021 : Le capitaine Volkonogov s'est échappé (Капитан Волконогов бежал) de Natalia Merkoulova et Alexeï Tchoupov : le capitaine Volkonogov
- 2023 : Otpousk v oktiabre (ru) (Отпуск в октябре) de Roman Mikhaïlov (ru) : un acteur sur le plateau
- 2023 : Le Centaure (ru) (Кентавр) de Kirill Kemnits : Aleksandr
- 2023 : Année de naissance (ru) (Год рождения) de Mikhaïl Mestetski : Soplia
- 2024 : Le Maître et Marguerite (Мастер и Маргарита) de Michael Lockshin : Béhémoth (voix)
- 2024 : Anora de Sean Baker : Igor
- 2024 : D'ici cent ans (Сто лет тому вперёд) d'Alexandre Andriouchtchenko : Glot
- 2025 : L'Été va se terminer (Скоро кончится лето) de Maxime Arbougaïev (ru) et Vladimir Mounkouïev (ru)
- 2025 : Le Prophète : l'Histoire d'Alexandre Pouchkine (Пророк. История Александра Пушкина) de Felix Oumarov : Alexandre Pouchkine
- 2026 : Artificial de Luca Guadagnino : Ilya Sutskever

### Télévision
- 2018–2023 : Olga (ru) (Ольга) (série télévisée) : Lev

## Distinctions
Sauf indication contraire, les informations mentionnées dans cette section peuvent être confirmées par la base de données cinématographiques IMDb,  présente dans la section « Liens externes ».

### Récompenses
- Aigles d'or 2021 : meilleur acteur au cinéma pour Kalachnikov
- Éléphants blancs 2022 : meilleur acteur pour Le capitaine Volkonogov s'est échappé

### Nominations
- Aigles d'or 2020 : meilleur acteur au cinéma pour Le Taureau
- European Film Awards 2021 : meilleur acteur pour Compartiment no 6
- Jussis 2022 : meilleur acteur pour Compartiment no 6
- Golden Globes 2025 : meilleur acteur dans un second rôle pour Anora
- Oscars 2025 : meilleur acteur dans un second rôle pour Anora
- Satellite Awards 2025 : meilleur acteur dans un second rôle pour Anora
- BAFA 2025 : meilleur acteur dans un second rôle pour Anora